# Берегомет (станція)
Берегоме́т — тупикова залізнична станція Івано-Франківської дирекції Львівської залізниці на неелектрифікованій лінії Глибока-Буковинська — Берегомет. Найближча станція за 33 км — Сторожинець. Розташована в селищі Берегомет Вижницького району Чернівецької області.

## Історія
Станція відкрита 1898 року.
З 2008 року на станції припинено пасажирське  сполучення.
29 листопада 2024 року, під час робочої зустрічі з керівництвом Львівської філії АТ «Укрзалізниця», директором філії Берегометське лісомисливське господарство ДП «Ліси України», а також представниками бізнесу Вижницького району обговорювалося питання можливості відновлення залізничного сполучення, зокрема відповідних ремонтних робіт на колії. На думку очільника Чернівецької ОДА Руслана Запаранюка, відновлення сполучення надасть позитивний ефект для розвитку економіки регіону. Ймовірно, мова йде про сприяння перевезенню залізницею лісодеревини.